# 米歇尔·卡梅伦
米歇尔·卡梅伦（英語：Michelle Cameron，1962年12月28日—），加拿大花样游泳运动员。她曾代表加拿大参加1988年夏季奥林匹克运动会花样游泳比赛，搭档卡罗琳·沃尔多获得双人金牌。